# Hehloh
Das Hehloh war ein Längenmaß auf Sumatra und galt als Ellenmaß. Trotz Einführung der englischen Maße (Fanthom/Faden als Normalmaß mit 6 engl. Fuß), England hatte bis 1824 die Hoheit, galten die einheimischen Maße weiter.
- 1 Hehloh = ½ Dipoh = 92,1 Zentimeter; gerechnet wird mindestens = 1 Yard (engl.) = 91,44 Zentimeter[1]
- 1 Hehloh = 405,3425 Pariser Linien = 0,9143835 Meter[2]

Die Maßkette war
- 1 Dipoh = 2 Hehlohs/Hailobs = 4 Estos/Kobbit/Cobits/Covids = 8 Jankala/Spannen = 16 Tempohs